# 国際牛肉協定
国際牛肉協定（こくさいぎゅうにくきょうてい、英：International Bovine Meat Agreement）は、1994年4月15日に作成され、1995年1月1日に発効し、1997年12月31日に終了した国際協定である。

## 概要
世界貿易機関を設立するマラケシュ協定の附属書4に含まれる4つの協定のひとつであった。同附属書に含まれる条約は複数国間貿易協定と呼ばれ、他の附属書に含まれる条約とは異なり一括受諾の対象とはされていない。このため、WTO加盟国すべてではなく、加盟国のうちでこれらの条約を別個に締結した国のみが拘束される。
内容は、牛肉及び生きている牛に係る国際貿易の一層の自由化、安定化及び拡大が達成されるように国際協力を推進すべきであるとの認識に基づいて、牛肉の需給、価格及び貿易等に関する情報の交換、市況の検討及び国際食肉理事会の設置等を定めるものであり、東京ラウンドの際に作成された「牛肉に関する取極」を継承するものである。
国際牛肉協定は、第6条3の規定により、3年間効力を有し、失効の日の少なくとも80日前までに国際食肉理事会が別段の決定を行わない限り、3年毎に有効期間が延長されるとされていたが、1997年9月30日の国際食肉理事会は、国際牛肉協定の延長を行わないことを決定し、国際牛肉協定は、1997年12月31日に終了した。また失効にともないWTO協定第10条9に基づく一般理事会の1997年12月10日決定により附属書4から削除された。
延長しない理由として、協定の意義が次第に減退してきたこと､ 過去２年間においては､ 食肉の国際需給に関する情報交換と年報の発行が両協定の主たる活動内容となっていたが､ 他の国際機関 (ＦＡＯ等) でも類似の活動を行っていることから､ その問題点を指摘する声も上がっていたとの指摘がある

## 協定の加盟国
アルゼンチン、オーストラリア、オーストリア、ブラジル、ブルガリア、カナダ、チャド(1996年11月19日)、コロンビア(1995年3月31日)、欧州連合、フィンランド、ハンガリー、日本(1995年1月27日)、ニュージーランド、ノルウェー、パラグアイ、ルーマニア、南アフリカ(1995年1月19日)、スウェーデン、スイス、チュニジア、アメリカ合衆国、ウルグアイ
国名の後の日付は、当該国について発効の日。日付けのない国については1995年1月1日発効。

## 牛肉に関する取極
国際牛肉協定の前身にあたる牛肉に関する取極（ぎゅうにくにかんするとりきめ、英：Arrangement Regarding Bovine Meat）は、東京ラウンド交渉の一環として1979年4月12日に作成され、1980年1月1日に発効した国際協定である。国際牛肉協定の締結により、国際牛肉協定の締約国については、牛肉に関する取極の廃棄とされた。基本的な内容は、国際牛肉協定と同じく情報の交換、市況の検討である。

## 牛肉に関する取極の加盟国
アルゼンチン(1982年6月1日)、オーストラリア、オーストリア(1980年5月27日)、ブラジル、ブルガリア、カナダ、コロンビア(1984年6月4日)、エジプト(1983年10月17日)、フィンランド(1980年3月13日)、グアテマラ(1983年8月4日)、ハンガリー、日本、ニュージーランド、ナイジェリア(1986年3月14日)、ノルウェー、ポーランド(1982年2月15日)、ルーマニア(1980年6月25日)、南アフリカ、スウェーデン、スイス、チュニジア(1980年10月21日)、アメリカ合衆国、ウルグアイ(1980年6月16日)、ユーゴスラビア(1982年3月25日)、ヨーロッパ経済共同体
国名の後の日付は、当該国について発効の日。日付けのない国については1980年1月1日発効。